# Жозеф Бонапарт
Жозеф-Наполеон Бонапарт (на френски: Joseph Bonaparte, Джузепе Буонапарте на италиански: Giuseppe Buonaparte, Хосе Бонапарте на испански: José Bonaparte) е крал на Неапол и Сицилия (1806 – 1808), крал на Испания (1808 – 1813)

## Произход и брак
Роден е на 7 януари 1768 г. в Корти, Корсика. Той е най-голям син на Карл Мария Бонапарт и Мария Летиция Рамолино. Брат е на Наполеон Бонапарт.
През 1794 г. се жени за Жули Клари, дъщеря на търговец от Марсилия, имат три дъщери: Зенаида (1801 – 1854) и Шарлот (1802 – 1839), а третата Жозефин умира в годината на раждането си.

## Наполеонови войни и управление на Неапол
Учи право в Пиза, а през 1796 г. взема участие в кампанията на Наполеон в Италия. На следващата година е дипломат, отначало в Парма, а след това в Рим. Избран е за член на Съвета на петстотинте (Долната камара на френския парламент по времето на Директорията) от Корсика. По време на т. нар. Наполеонови войни е изпращан от името на брат си да подписва договори със САЩ, Австрия, Великобритания и Ватикана. От 1806 г. е назначен от Наполеон Бонапарт да управлява Кралство Неапол. През 1808 г. се отказва от него, за да поеме испанския престол и е наследен от Жоашен Мюра.

## Крал на Испания
На 6 юли 1808 г. е назначен от брат си за крал на Испания под името Хосе I Бонапарт. Краткото му управление е съпроводено с т. нар. Полуостровна война и опити за реформи, между които най-важната е премахването на Испанската инквизиция през 1808 г. След поражението в битката при Витория се завръща във Франция. Произведен е в звание генарал-лейтенант на империята през 1814 г. с мисия да защитава столицата по време на Стоте дни. Той обаче не може да контролира събитията и напуска града в разгара на битката за Париж.

## След войните
Емигрира в САЩ и живее дълго време в Ню Йорк и Филаделфия. През 1841 г. се завръща в Европа – в град Флоренция, където се събира със семейството си след дълггодишна раздяла. Умира през 1844 г. Погребан е първоначално във Флоренция, след това тялото му е преместено в Париж в Дома на инвалидите, където е и тялото на Наполеон.